# Donuty i nadgryziony księżyc
Donuty i nadgryziony księżyc (jap. 欠けた月とドーナッツ Kaketa tsuki to dōnattsu) – manga z gatunku yuri autorstwa Shio Usui, publikowana na łamach magazynu „Comic Yuri Hime” wydawnictwa Ichijinsha od marca 2019 do maja 2022.
W Polsce prawa do dystrybucji nabyło Studio JG.

## Fabuła
Chcąc sprawiać wrażenie „normalnej” w oczach przyjaciół i współpracowników, Uno Hinako rzuca się w wir makijażu, mody i zakochiwania się. Jednak pomimo jej starań, wszystkie jej próby nawiązania „normalnego” romansu z mężczyznami kończą się fiaskiem. Nowa normalność pojawia się w postaci jej związku z Asahi Sato, rozsądną kobietą, z którą Hinako pracuje, gdy zaczyna się obawiać, że może zostać na zawsze sama. To, co zaczyna się jako podziw, powoli przeradza się w coś bardziej intymnego.

## Publikacja serii
Seria ukazywała się od w magazynie „Comic Yuri Hime” od 18 marca 2019 do 18 maja 2022. Wydawnictwo Ichijinsha zebrało jej rozdziały w 4 tankōbonach, wydawanych od 17 stycznia 2020 do 15 lipca 2022.
12 lipca 2024 wydanie mangi w Polsce zapowiedziało wydawnictwo Studio JG, premiera odbyła się zaś 8 listopada tego samego roku.
| Nr | Język japoński    | Język japoński         | Język polski     | Język polski           |
| Nr | Data wydania      | ISBN                   | Data wydania     | ISBN                   |
| -- | ----------------- | ---------------------- | ---------------- | ---------------------- |
| 1  | 17 stycznia 2020  | ISBN 978-4-75802-076-3 | 8 listopada 2024 | ISBN 978-83-8257-578-1 |
| 2  | 18 listopada 2020 | ISBN 978-4-75802-183-8 | 29 stycznia 2025 | ISBN 978-83-8257-639-9 |
| 3  | 17 września 2021  | ISBN 978-4-75802-296-5 | 4 kwietnia 2025  | ISBN 978-83-8257-673-3 |
| 4  | 15 lipca 2022     | ISBN 978-4-75802-443-3 | 23 maja 2025     | ISBN 978-83-8257-727-3 |

## Odbiór
Rebecca Silverman z Anime News Network przyznała pierwszemu i drugiemu tomowi mangi ocenę A-, chwaląc serię za to, jak dorośli radzą sobie z własną tożsamością. Silverman zauważyła w swojej recenzji tomu 2, że Donuty i nadgryziony księżyc wraz z innym tytułem yuri, Cicha piosenka o miłości, wydają się mieć bohaterkę wykazującą oznaki przynależności do spektrum aseksualnego lub demiseksualnego. Chwaląc to z punktu widzenia reprezentacji, martwiła się jednak „zlewaniem homoseksualizmu i aseksualności w mandze o postaciach queer”, ale była otwarta na to, jak dalej w serii potoczą się te tematy.
Erica Friedman z Yuriconu przyznała ostatniemu tomowi ocenę 10/10, chwaląc serię jako całość i dodając: „W tej mandze jest tak wiele rzeczy, które sprawiają, że jest ona dla mnie dobra – dorosłe kobiety budujące różnego rodzaju relacje z otaczającymi je kobietami, różnego rodzaju emocjonalną intymność z tymi kobietami i dorosłymi kobietami uwalniającymi się od ograniczeń narzucanych im przez społeczeństwo, rodzinę i nie same”.